# Fletch Bizzel

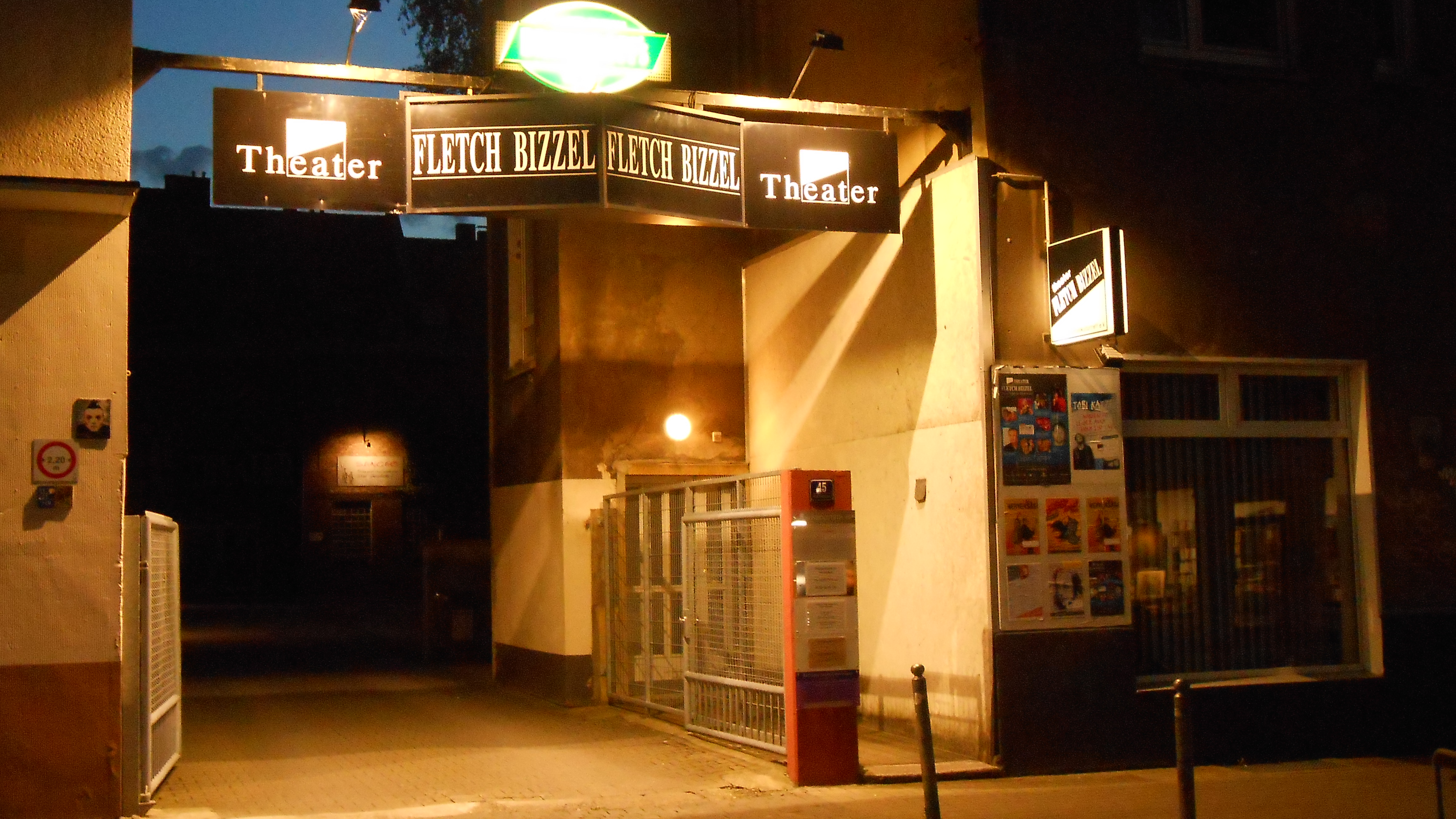
Der Eingang zum Fletch Bizzel

Das Fletch Bizzel ist ein freies Theater und eine gleichnamige Spielstätte in Dortmund. Die Theatergruppe wurde 1979 gegründet.

## Geschichte
Mit Stadt-, Landesmitteln und Eigenanteil eröffnete das Theater 1985 eine eigene Bühne gleichen Namens am Alfons-Spielhoff-Platz. Hinzu kam 1986 eine Galerie. Seit 1988 ist die Kulturwerkstatt als Weiterbildungsstätte im Bereich Theater, Tanz, Gesang und Persönlichkeitsentwicklung tätig. In diesem Forum für Erlebenskunst finden Anfänger bis Professionelle Kurs- und Workshopangebote zur persönlichen und beruflichen Weiterentwicklung.

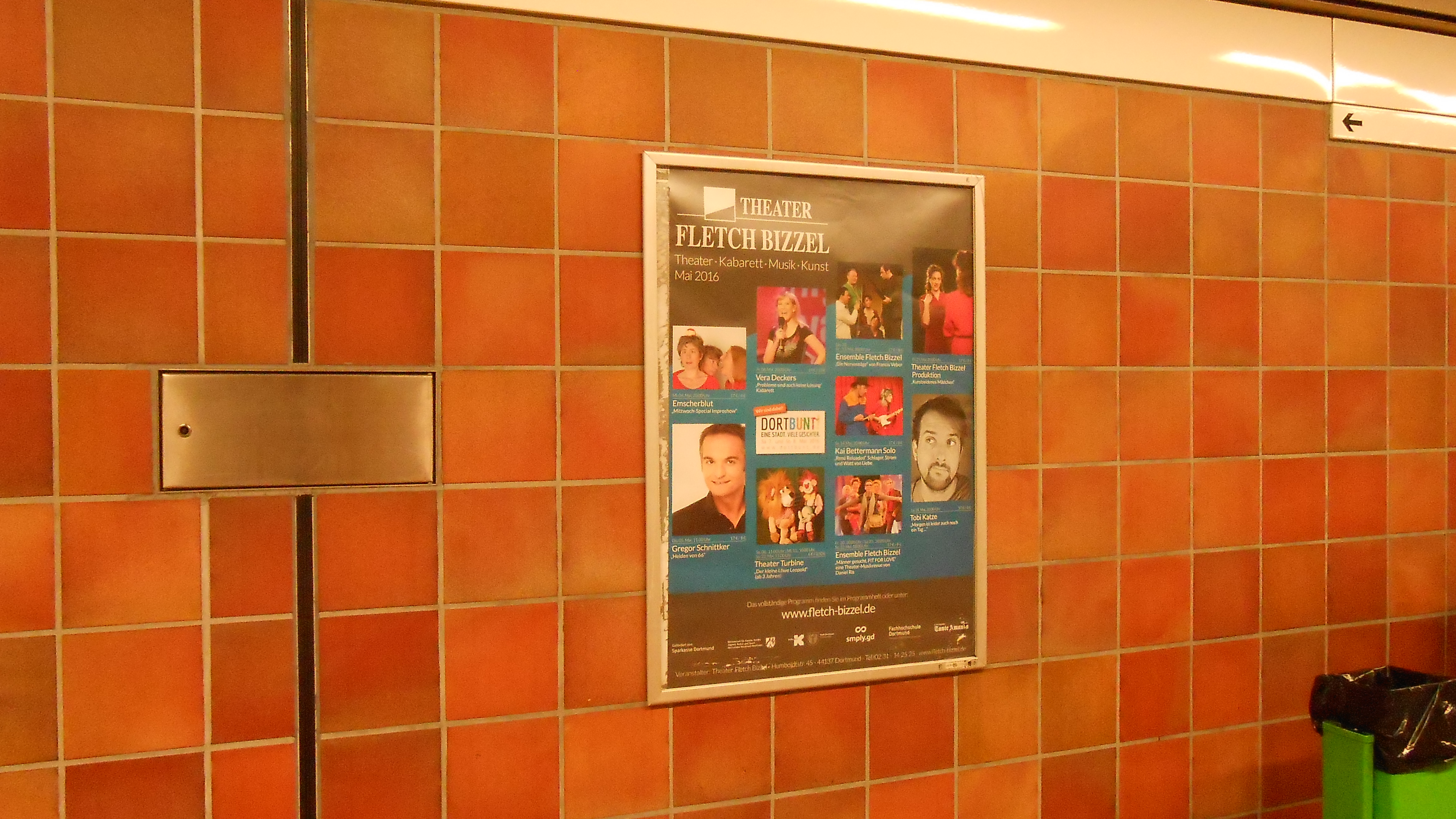
Programm des Fletch Bizzels für den Mai 2016, Plakat in der Dortmunder U-Bahn

Das zunehmend professionelle Selbstverständnis der Fletch Bizzel-Gruppe beeinflusste wesentlich die künstlerische Entwicklung. Zusammengearbeitet wurde mit Regisseuren wie Helmut Palitsch (u. a. „UnserFaust/vonGoethe“ 1995, „Spiel’s nochmal Sam“ 2001), Wolfram Lenssen („Ein Autor sieht rot“ 1997), Rolf Dennemann („Abgestürzt“ 1998) und Jost Krüger („Frohe Feste“ 1998, „Der Freigeist“ 1999).
Durch das Land NRW wurde Fletch Bizzel als Privattheater anerkannt. Neben den Eigenproduktionen wurde durch die Kooperation mit Künstlern aus dem In- und Ausland und dem örtlichen Kulturbüro Jahr für Jahr ein Kulturprogramm entwickelt, das bis heute fester Bestandteil der Dortmunder Kulturlandschaft ist. Stets wiederkehrende Veranstaltungsreihen haben sich im Laufe der Jahre etabliert.
Dazu zählen Veranstaltungen wie der „Karneval der anderen Art: Geierabend“ (seit 1992), die Präsentation Dortmunder freier Theatergruppen (seit 1985), „LesArt“ der Dortmunder Literaturszene, das „Sommerkabarett“ (seit 1986), „Theaterzwang“, das Festival freier Theater NRW (seit 1985) sowie Ausstellungen mit bildenden Künstlern aus dem In- und Ausland.
Seit 1994 nimmt das Theater an den „Internationalen Kulturtagen“ als künstlerische Beratung der verschiedenen Theaterlandschaften unserer Nachbarländer teil.

### Leitungswechsel und Kritik
Im Februar 2021 übernahmen Cindy Jänicke und Till Beckmann die künstlerische Leitung, nachdem Horst Hanke-Lindemann diese seit der Gründung 1985 für 36 Jahre innehatte. Im Zuge dieses Wechsels kam es innerhalb kurzer Zeit zu einem Eklat, der zur fristlosen Kündigung des neuen Leitungsduos führte, als eine geplante Urban-Art Ausstellung während des Aufbaus vom Vermieter des Theaters verhindert wurde, wobei dieser der Ausstellung ihren künstlerischen Wert absprach.
Beim nachfolgenden öffentlichen Prozess vor dem Arbeitsgericht Dortmund ging aus vor Gericht veröffentlichten Mailwechseln zwischen dem Vermieter und Vereinsvorstand Horst Hanke-Lindemann hervor, dass er die neue künstlerische Ausrichtung persönlich nicht zusagte. Daher drohte dieser damit, den Mietvertrag nicht zu verlängern, sollte das Führungsduo weiter seiner Arbeit nachgehen. Zunächst war die fristlose Kündigung mit Kritik an der künstlerischen Arbeit des Leitungsteams begründet worden, was sich als haltlos herausstellte. Auch andere Vorwürfe wurden nach Bekanntwerden des Briefwechsels fallen gelassen.
Aus Protest, insbesondere gegen das Verhalten Horst Hanke-Lindemanns in diesem Zusammenhang, gab Maja Beckmann den ihr 2010 verliehenen Tana-Schanzara-Preis zurück.